# 博讷 (维埃纳省)
博讷（法語：Bonnes，法語發音：[bɔn]）是法国新阿基坦大区维埃纳省的一个市镇，位于该省中部，属于普瓦捷区。

## 地理
博讷（46°36'14"N, 0°35'46"E）面积34.28 平方千米，位于法国新阿基坦大区维埃纳省，该省份为法国中西部省份，北起曼恩-卢瓦尔省和安德尔-卢瓦尔省，西接德塞夫勒省，南至夏朗德省，东南接上维埃纳省，东临安德尔省。
与博讷接壤的市镇（或旧市镇、城区）包括：阿尔希尼、贝勒丰、拉沙佩勒穆利耶尔、绍维尼、雅德尔、拉武、利尼耶。

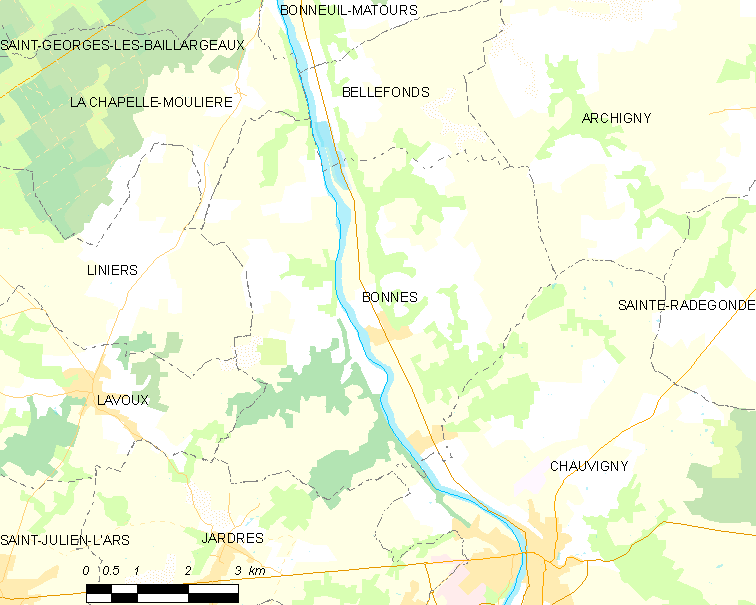
的OSM定位图

博讷的时区为UTC+01:00、UTC+02:00（夏令时）。

## 行政
博讷的邮政编码为86300，INSEE市镇编码为86031。

## 政治
博讷所属的省级选区为普瓦图地区沙斯讷伊县。

## 人口

1962-2008年间人口变化图示

博讷于2022年1月1日时的人口数量为1686人。